# Propositiones ad Acuendos Juvenes
Propositiones ad Acuendos Juvenes (с лат. — «Задачи для оттачивания молодого ума») — средневековая рукопись с самой ранней известной коллекцией занимательных математических задач. Написана на латыни.
Самая старая известная копия рукописи датируется концом 9-го века.
Авторство приписывают Алкуину (около 735—804).
Некоторые версии рукописи содержат 53 задачи, а некоторые — 56 задач.

## История рукописи
Первое упоминание об этой коллекции математических головоломок можно найти в письме Алкуина, отправленного в 799 или 800 Карлу Великому.
Оно гласит: «Misi excellentiae vestrae… aliquas figuras arithmeticae subtilitatis, laetitiae causa» (я послал Вашему Величеству… несколько простых арифметических задач, для забавы.)
В настоящее время известно 12 версий рукописи , самая старая из которых датируется концом 9-го века и содержит 56 задач, но является неполной, поскольку приведены не все решения.
| Имя | Время происхождения     | Происхождение                         | Место, где рукопись хранится в настоящее время |
| --- | ----------------------- | ------------------------------------- | ---------------------------------------------- |
| R1  | конец 9 века            | монастырь Сен Дени                    | Ватиканская библиотека                         |
| O   | конец 10 века           | Западная Германия / Восточная Франция | Ватиканская библиотека                         |
| A   | конец 10 века           | Монастырь Рейхенау                    | Государственная библиотека Бадена, Карлсруэ    |
| W   | около 1010              | монастырь Святого Манго, Фисен        | Национальная библиотека Австрии, Вена          |
| M2  | около 1020              | монастырь Святого Эмерама / Шартр     | Баварская государственная библиотека, Мюнхен   |
| V   | 1020                    | Аббатство Святого Марциального, Лимож | Университетская библиотека, Лейден             |
| B   | первая половина 11 века | Западная Германия / Восточная Франция | Британский музей, Лондон                       |
| M   | первая половина 11 века | Восточная Франция                     | Университетская библиотека, Монпелье           |
| R   | 11 век                  | монастырь в Орлеане                   | Ватиканская библиотека                         |
| M1  | 12 век                  | монастырь Святого Эмерама             | Баварская государственная библиотека, Мюнхен   |
| C   | 13 век                  | собор в Сент Олбанс                   | Британский музей, Лондон                       |
| S   | 15 век                  | аббатство в Девоне                    | Британский музей, Лондон                       |

Первая печатная версия Propositiones, насчитывающая 53 задачи, издана Johannes Herwagen в 1563 г. и перепечатана в Патрологии Миня 
Другой известный вариант Propositiones можно найти в сборнике произведений Беды Достопочтенного, опубликованного в Патрологии Миня.
В настоящее время авторство Беды специалистами не признается.
Этот вариант включает в себя 3 дополнительные задачи: две после задачи 11 и одну — после задачи 33.
Современное издание Propositiones выполнено Менсо Фолкертсом в 1978 г.. Фолкертс произвел поиск всех сохранившихся рукописей и печатных изданий и проанализировал их.
Опубликованы следующие переводы Propositiones:
- на английский язык, выполненный Джоном Хэдли в 1992 г., с комментариями, подготовленными совместно с Дэвидом Сингмастером[6].

- на английский язык, выполненный Питером Беркхолдером с его комментариями[7].

- на немецкий язык с комментариями, подготовленными Menso Folkerts и Helmut Gerike[8]

- на итальянский язык с комментариями — работа Рафаэллы Франчи, профессора математики и истории математики в Сиенском университете[9]. Текст был опубликован в виде отдельной книги в 2005 г., а в 2016 г. он вышел во втором исправленном и дополненном издании.

- на сербский язык был выполнен Александрой Равас в 2019 г. Этот текст, с введением Питера Беркхолдера и приложением, содержащим тексты Рафаэля Франчи и Николая Золотых, был опубликован в виде отдельной книги Математическим обществом «Архимед».

## Задачи
Сборник содержит самые ранние из известных упоминаний нескольких типов задач,
- включая 3 задачи о переправе:
  - Задача 17: о ревнивых мужах.  В версии Алкуина трое мужчин, каждый со своей сестрой, должны переправиться в лодке через реку. Лодка вмещает только двоих. Ни одна женщина не может находиться в лодке с чужим мужчиной.[6], p. 111.
  - Задача 18: о волке, козе и капусте[6], p. 112., и
  - Задача 19: о мужчине, женщине и их двух детях. Муж и жена, равного веса, и двое их детей, каждый в половину веса взрослого, должны переправиться через реку в одной лодке. Лодка вмещает только по весу одного взрослого[6], p. 112.
- задача о бутылях:
  - Задача 12: Один человек оставил в наследство трем своим сыновьям 30 стеклянных бутылей: 10 из которых были заполнены маслом, 10 заполнены на половину и 10 пустые. Необходимо разделить между тремя сыновьями бутыли так, чтобы каждому досталось поровну бутылей и масла.[6], p. 109.  Число решений этой задачи для n бутылей есть член последовательности Алкуина.
- вариант задачи о джипе:
  - Задача 52: Один человек приказал перевести 90 мер зерна из одного его дома в другой за 20 лиг от него. Весь груз может быть переправлен на верблюде за 3 поездки, причем верблюд съедает одну меру зерна за лигу. Сколько мер зерна останется?[6], pp. 124–125.
- и три задачи об упаковке[10]:
  - Задача 27: о четырехстороннем городе. Есть четырехугольный город, который имеет одну сторону в 1100 футов; противоположную — 1000 футов; во фронте — 600 футов и с противоположной стороны — 600 футов. Требуется разместить в нем дома, каждый по 40 футов в длину и 30 футов в ширину. Сколько домов вмещает город?
  - Задача 28: о треугольном городе. Есть треугольный город, который имеет по одной стороне 100 футов, и по другой стороне 100 футов, а по фронту — 90 футов. Необходимо расположить в этом городе дома длиной 20 футов и шириной 10 футов.
  - Задача 29: о круглом городе. Есть круглый город в 8000 футов в окружности. Требуется расположить в этом городе дома в 30 футов длины и 20 ширины.

Некоторые другие задачи:
- Задача 5: Покупатель хочет купить 100 свиней за 100 денариев: взрослого кабана — по 10 денариев, свинью — за 5 денариев, поросенка — по полденария. Сколько кабанов, свиней и поросят он купил? Эта задача уже была известна в Китае по крайней мере в 5 веке и встречается в индийский и арабских текстах того времени.[6], p. 106.
- Задачи 32, 33, 34, 38, 39, and 47[11] подобны этой задаче. В них требуется разделить данное количество денег или еды среди людей или животных 3 типов. Задачи сводятся к решению систем двух линейных уравнений с тремя неотрицательными целочисленными неизвестными. Во всех случаях в манускрипте приводятся корректные решения, но не сказано, как эти решения были найдены. Также не оговаривается вопрос о числе возможных решений.
- Задача 26: Есть полей 150 футов длиной. На одном его конце стоит собака, на другом — заяц. Собака гонится за зайцем. За один прыжок она перемещается на 9 футов, а заяц — на 7 футов. Сколько прыжков сделает собака, прежде чем догонит зайца? Задачи этого типа датируются 150 г. до н.э., но это первый известный европейский пример.[6], p. 115.
- Задача 42: На лестнице 100 ступеней. На первую сел голубь, на вторую — 2 голубя, на третью — 3 голубя и т.д. Сколько голубей всего? Задача сводится к нахождению суммы арифметической прогрессии. Алкуин предлагает сложить вместе число голубей на первой и 99-й ступенях, затем на второй и 98-й, затем на 3-й и 97-й и т.д. Каждый раз будет получаться 100. Всего таких пар 49. А 50-я и 100-я ступени останутся без пары. Итого получаем 100×49 + 100 + 50 = 5050 голубей.[6], p. 121.
- Задача 43: У одного человека 300 свиней. Он приказал зарезать их за 3 дня, так, чтобы каждый день было зарезано нечетное количество свиней. Сколько свиней было зарезано в каждый день? Это задача только чтобы подразнить юношей. Никто не сможет выполнить всех условий задачи. Сумма трех нечетных чисел не может быть четной![6], p. 121.
- Задача 14: Сколько следов от копыт оставил бык, если он пахал весь день?[11] Ни одного, так как за ним шел плуг, который все следы стер.

## Внешние ссылки
- Оригинальный латинский текст